# Колалыколь
Колалыколь (каз. Қолалыкөл) — упразднённое село в Иргизском районе Актюбинской области Казахстана. Входило в состав Иргизского сельского округа. Код КАТО — 156830400. Упразднено в 2019 г.

## Население
В 1999 году население села составляло 151 человек (75 мужчин и 76 женщин). По данным переписи 2009 года, в селе проживал 131 человек (74 мужчины и 57 женщин).